# Aerobraking

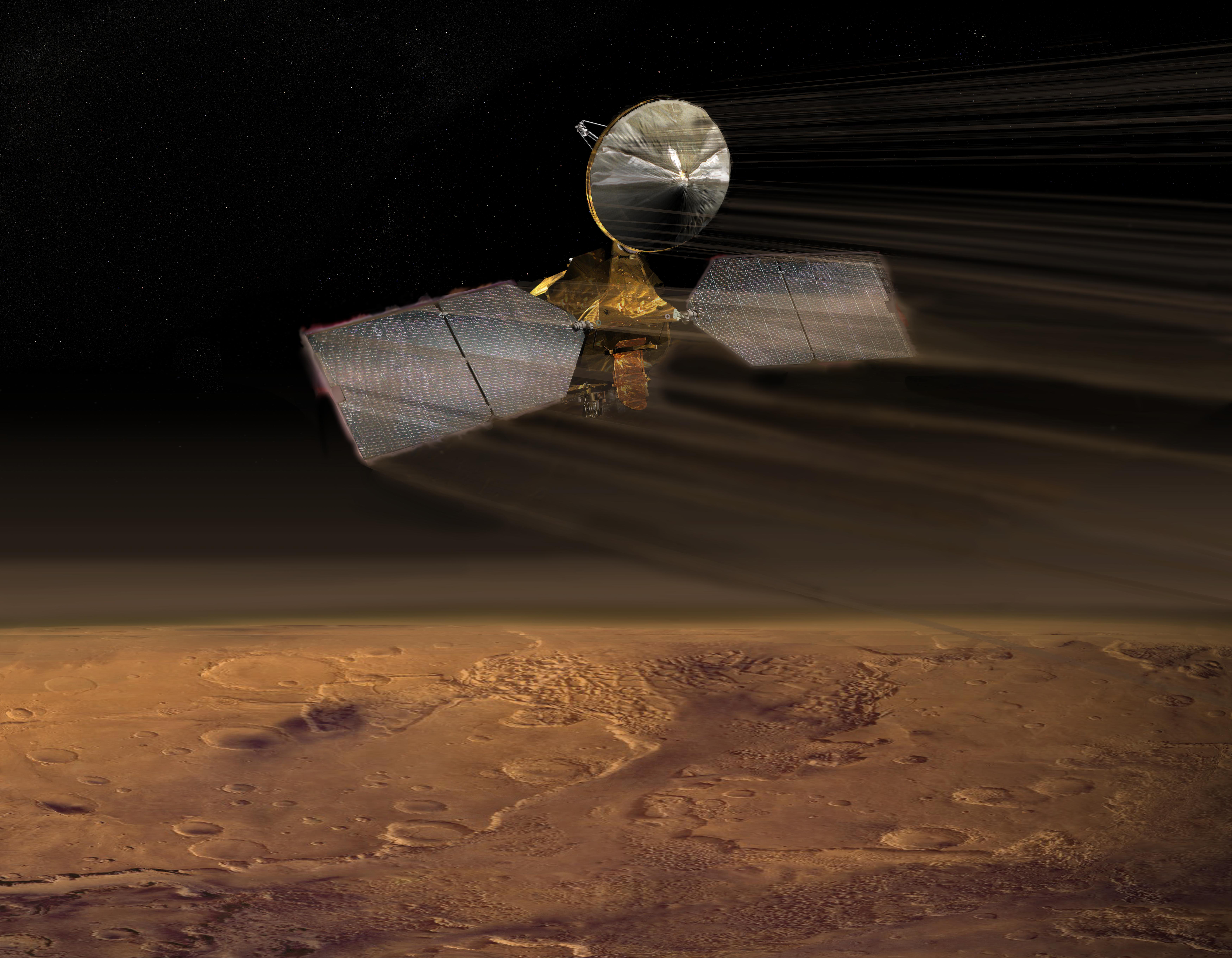
Umělecké představa průběhu aerobrakingu sondy Mars Reconnaissance Orbiter

Aerobraking, česky přeloženo jako brzdění třením o atmosféru, je způsob brzdění prolétajícího tělesa atmosférou, který je využíván některými kosmickými plavidly ke snížení rychlosti a tím ke snížení výšky apsidy. Tření o atmosféru vede ke zpomalování tělesa, což šetří palivo, které by se jinak muselo pro brzdění použít.
Tento způsob je možno využít pouze u těles, které mají kolem sebe atmosféru (např. Venuše či Mars).